# Scabby Range Nature Reserve
Das Scabby Range Nature Reserve ist ein Naturreservat, das südwestlich des Namadgi-Nationalparks in New South Wales, Australien, etwa 25 km von Adaminaby und 55 km von Canberra entfernt liegt.
Der Zugang zum 4982 ha großen Reservat ist nur mit Allrad-Fahrzeugen während der Trockenzeit möglich. Der größte Teil des Gebiets liegt auf einer Höhe über 1600 m und wird von Kletterern und Wanderern aufgesucht. Der höchste Berg im Reservat ist der Mount Scabby mit einer Gipfelhöhe von 1798 m. 
Das Gebiet scheint von den Aborigines von dem nahegelegenen Namadgi-Nationalparks genutzt worden zu sein und Spuren von Viehzucht im Sams Creek Valley deuten auf eine frühe europäische Besiedlung hin.
In dem Naturschutzgebiet, das 2008 in die Australian National Heritage List aufgenommen wurde, befinden sich Graues Känguru, Rotnackenwallaby, Ringbeutler, Südliche Buschratte, Australische Breitzahnratte und 35 Vogelarten.